# Pizarral
Pizarral é um município da Espanha na província de Salamanca, comunidade autónoma de Castela e Leão, de área 16,67 km² com população de 74 habitantes (2007) e densidade populacional de 4,89 hab/km². Está situado 910 m acima do nível do mar.

## Demografia
| Variação demográfica do município entre 1991 e 2004 | Variação demográfica do município entre 1991 e 2004 | Variação demográfica do município entre 1991 e 2004 | Variação demográfica do município entre 1991 e 2004 |
| --------------------------------------------------- | --------------------------------------------------- | --------------------------------------------------- | --------------------------------------------------- |
| 1991                                                | 1996                                                | 2001                                                | 2004                                                |
| 90                                                  | 97                                                  | 83                                                  | 81                                                  |